# Ann Dunham
Pour les articles homonymes, voir Dunham (homonymie).
Stanley Ann Dunham, née le 29 novembre 1942 à Wichita et morte le 7 novembre 1995 à Honolulu, est une anthropologue américaine spécialisée dans l'anthropologie économique et le développement rural.
Elle est la mère de Barack Obama, 44e président des États-Unis. Dans un entretien, Barack Obama fait référence à sa mère comme « la figure dominante dans mes années de formation […] les valeurs qu'elle m'a apprises continuent à être ma pierre de touche quand on en vient à la façon dont je [vois] le monde de la politique ».